# 예기치 못한 사랑
"예기치 못한 사랑"은 1965년 공개된 대한민국의 영화이다.

## 배역
- 신영균
- 엄앵란
- 김석훈
- 윤일봉
- 방성자
- 이민자
- 강민호
- 김동원
- 이빈화
- 윤인자
- 성소민
- 복혜숙